# 이타샤

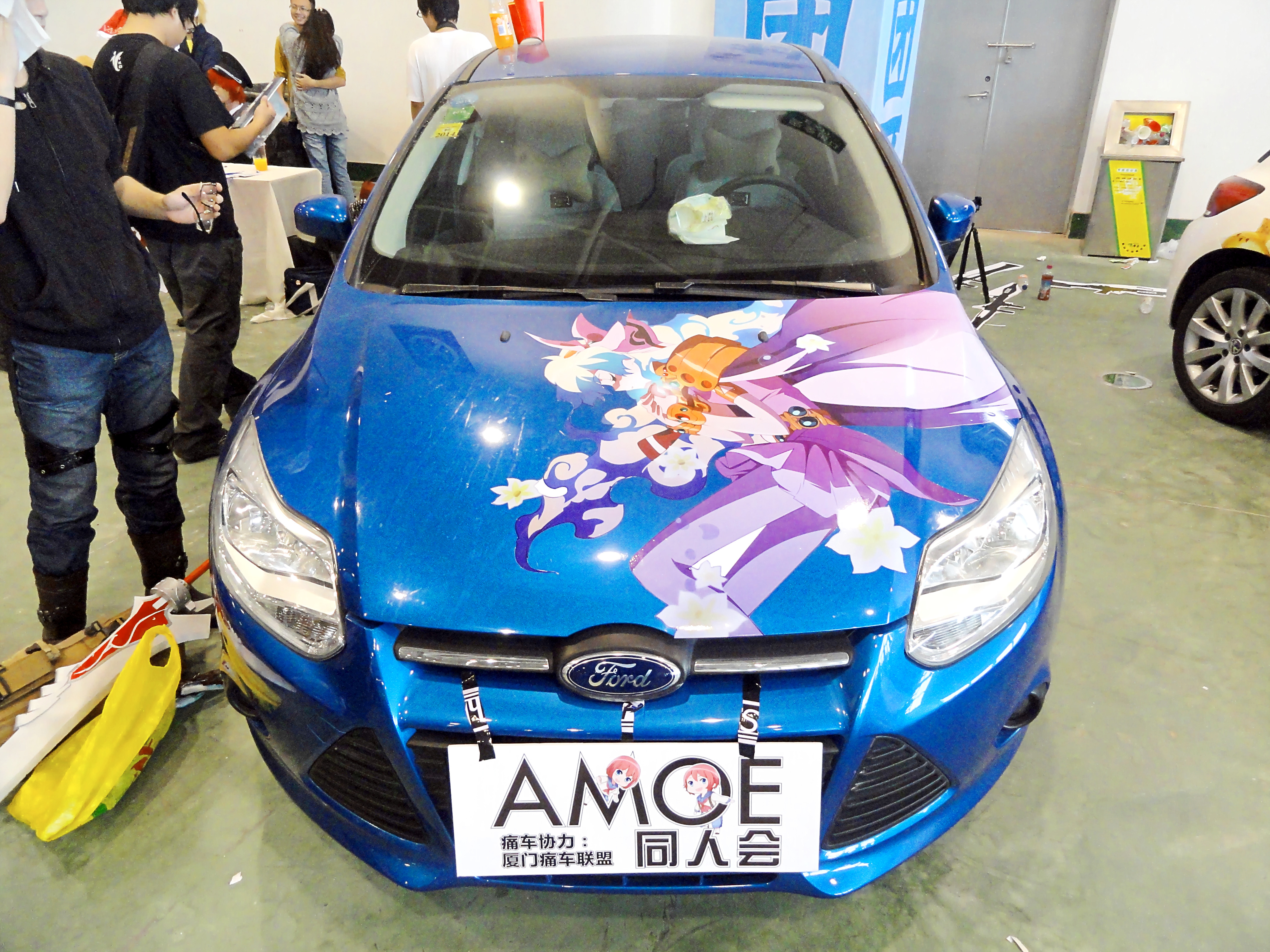
중화인민공화국 샤먼시에서의 천원돌파 그렌라간 의 니아가 도장된 이타샤

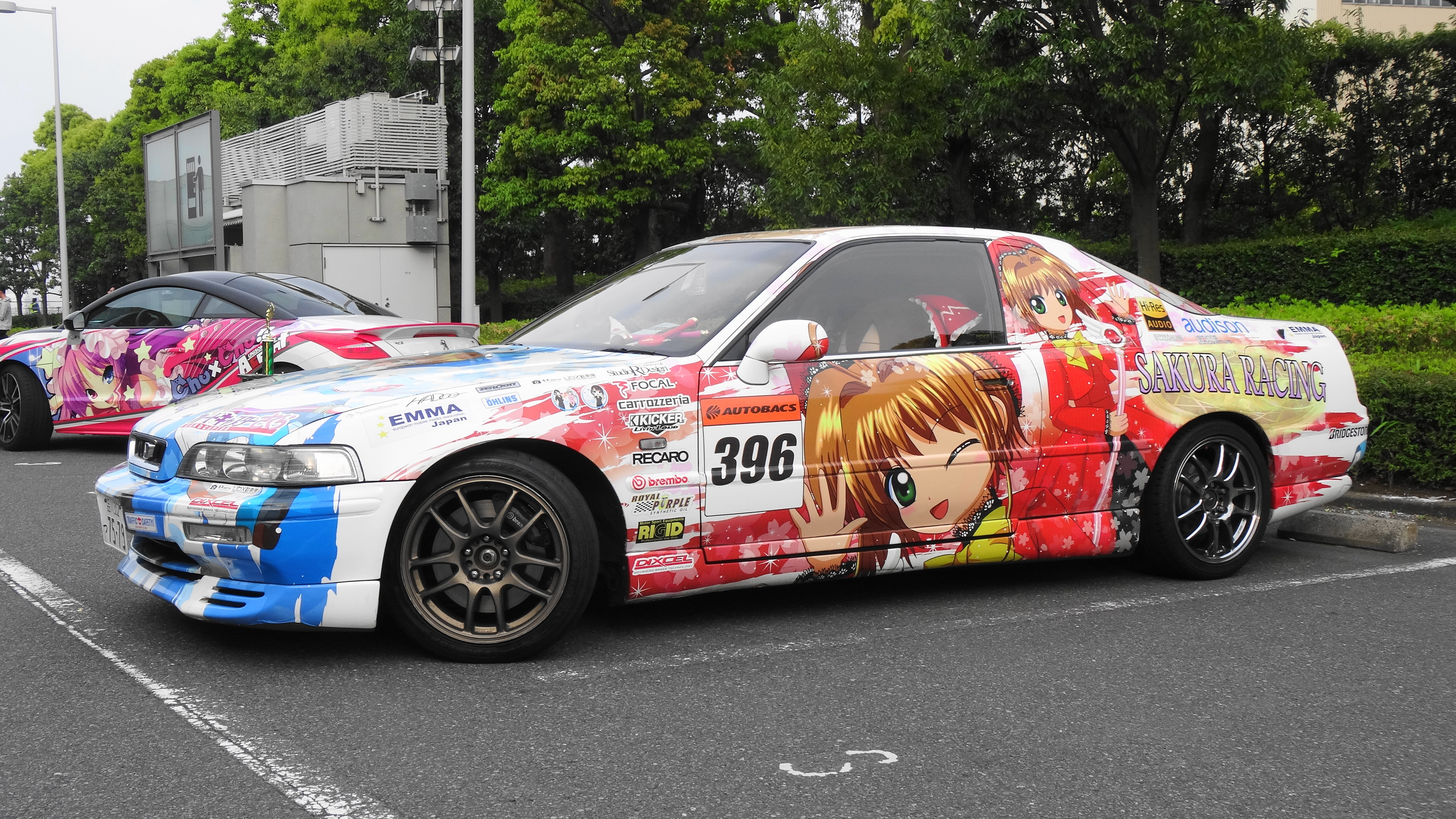
일본 도쿄도에서의 카드캡터 사쿠라의 사쿠라가 도장된 이타샤

이타샤(痛車) 또는 통차는 애니메이션, 만화, 또는 비디오 게임 등의 등장인물들으로 자동차의 차체를 장식하는 유행을 가리킨다. 모에샤(萌車)라고도 한다.

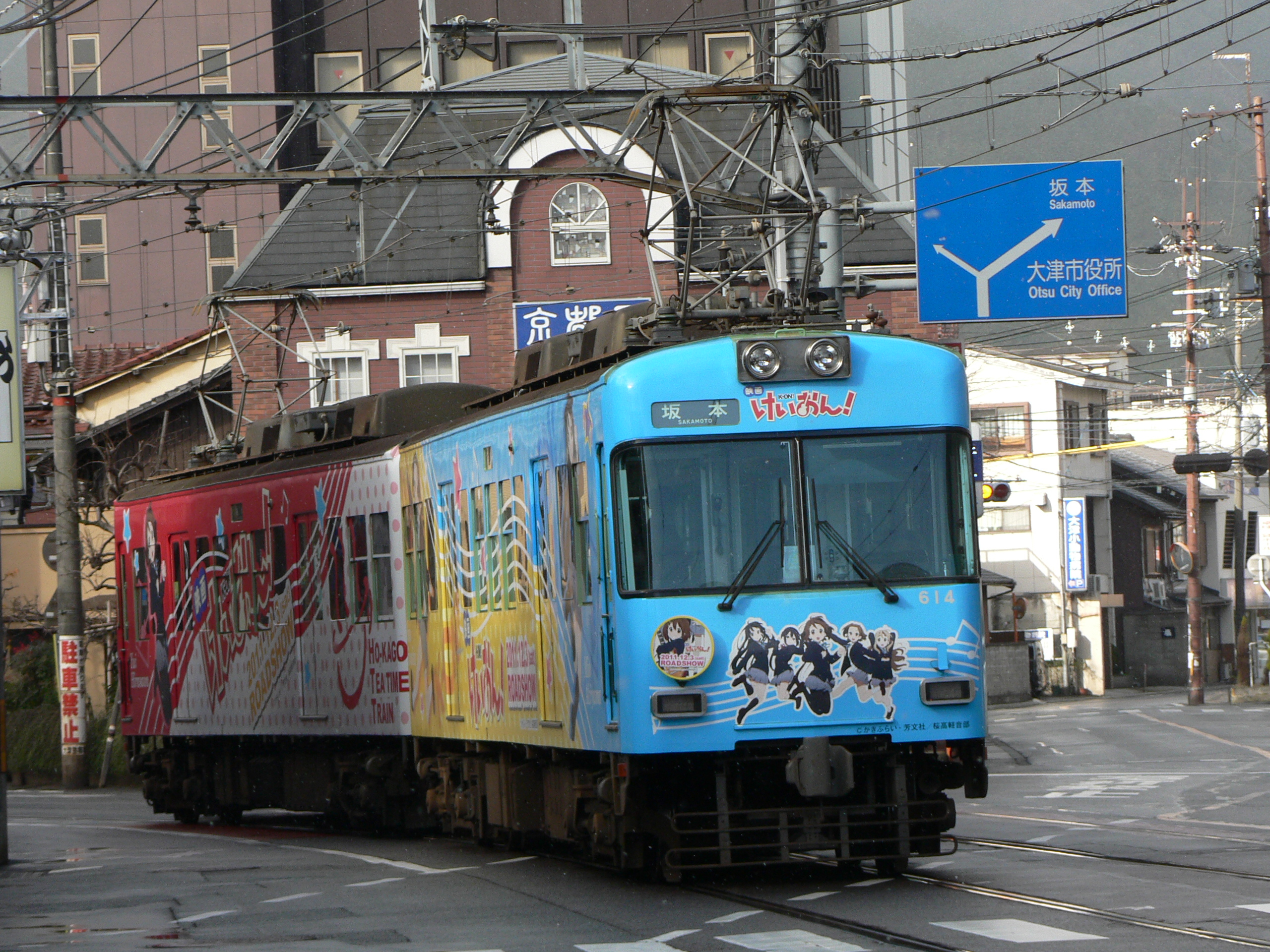
게이한 전기 철도의 케이온! 전차(2011년)

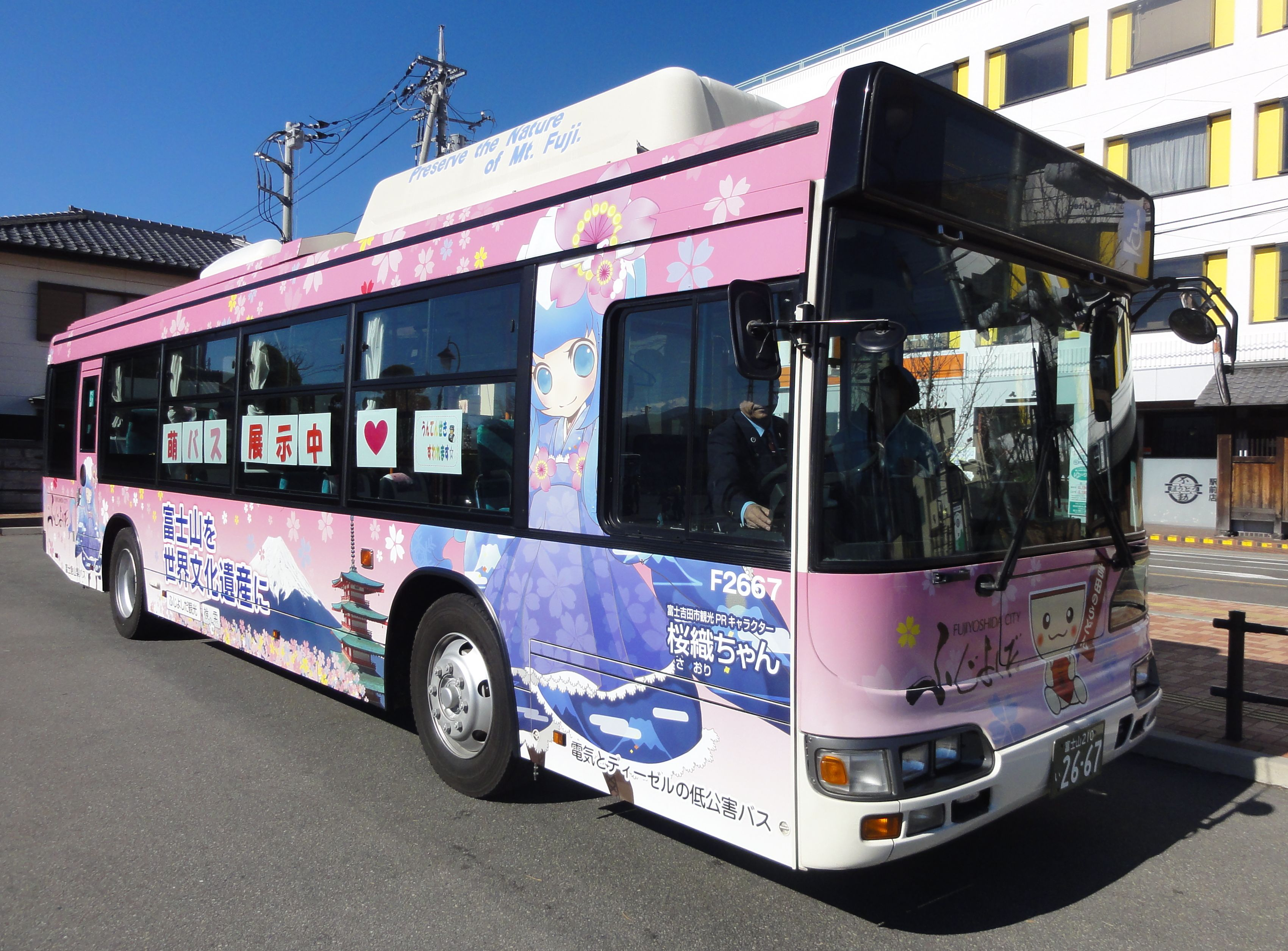
후지큐야마나시버스(富士急山梨バス)의 모에 도장 예시(2012년)

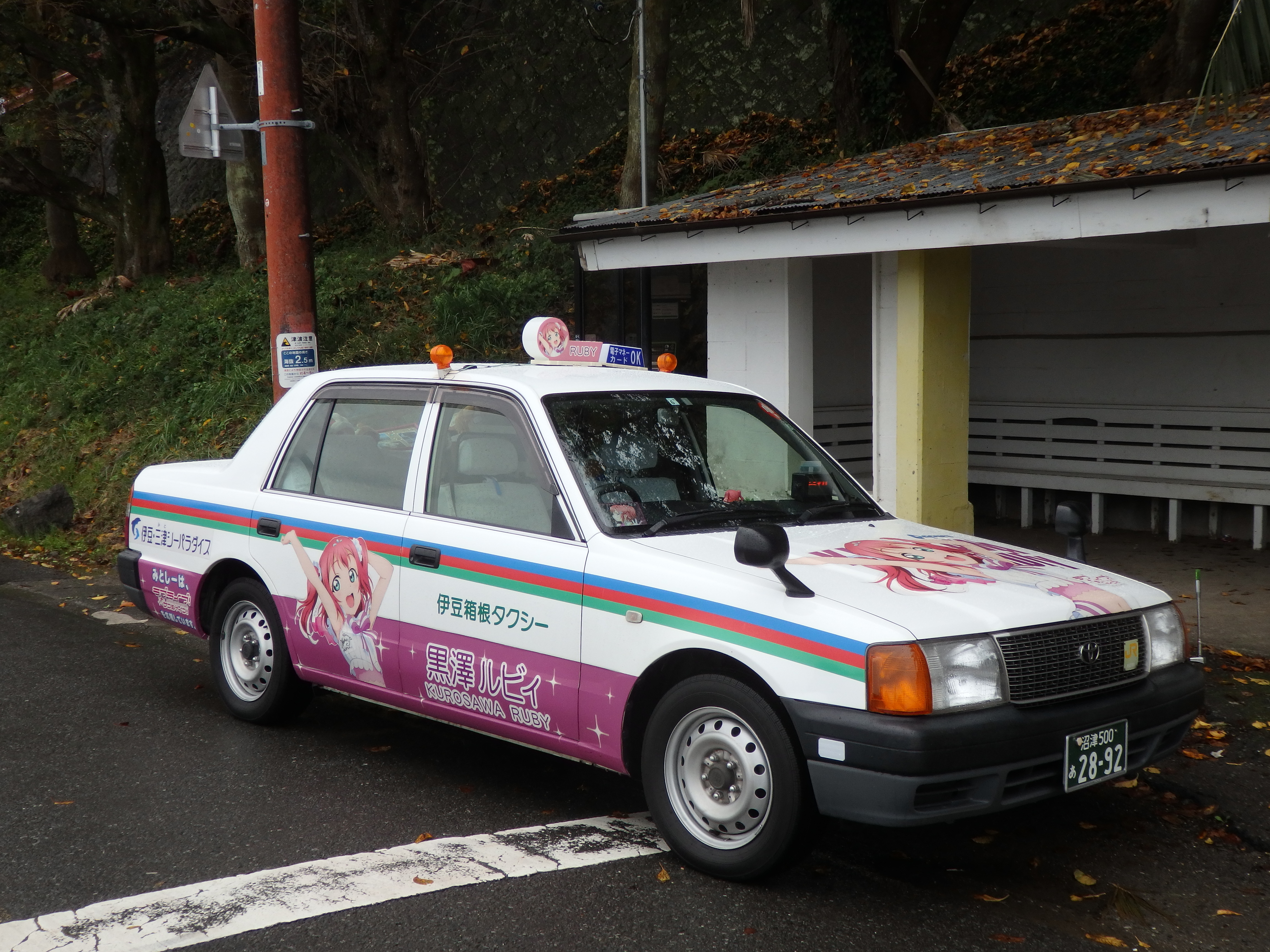
이즈하코네교통(伊豆箱根交通)의 이타샤 택시

주로 자동차를 그 대상으로 하지만, 모터사이클이나 자전거 또는 스노보드, 스키를 대상으로 이뤄지기도 하며, 이러한 경우 각각 이탄샤(痛単車)와 이타차리(痛チャリ), 이타이타(痛板)라고 부른다. 이타샤들은 도쿄도 아키하바라, 오사카시 닛폰바시 등에서 주로 공개된다.

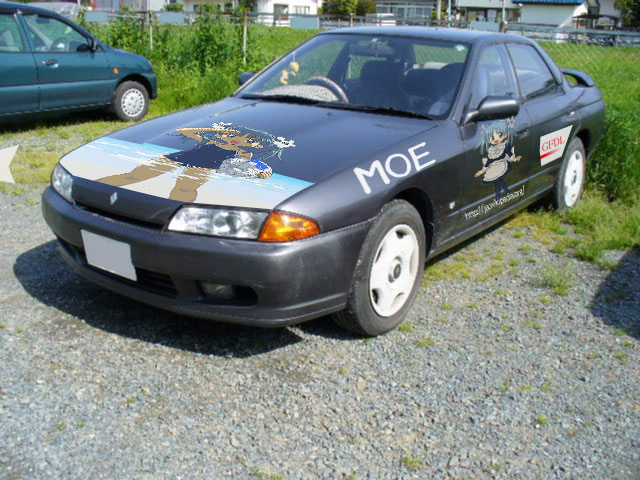
위키페탄 이타샤

## 어원

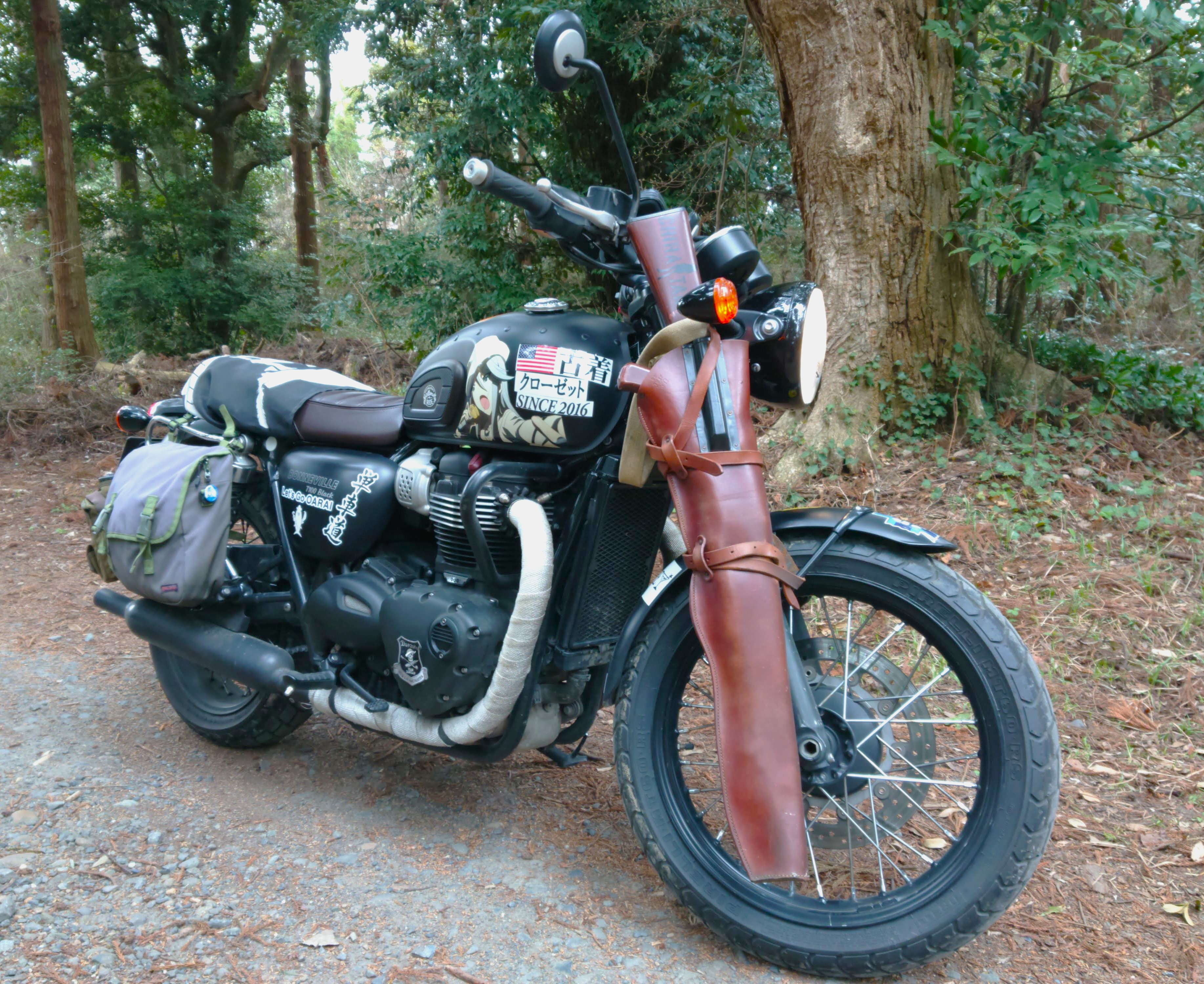
걸즈 & 펀처의 일러스트가 그려진 오토바이

본디 이타샤(イタ車)는 1980년대 경제 호황기 일본에 수입된 값비싼 이탈리아 차(イタリア車)를 가리키는 용어였으나, 헤이세이 시대로 들어와서 통증을 나타내는 '아프다'를 본래의 의미로 하는 '이타이'(痛い)가 속어로서 어딘가 빗나간 언동에 대해서도 사용하게 되었다. 이 때에는 본디의 뜻과 구별하기 위해 가타카나로 イタイ 또는 イタい라고 쓰는 경우도 많으며, 이 때는 '한심하다', '부끄럽다', '가엾다' 등의 뜻으로 사용된다. 즉, 이타샤(痛車)는 일반 사람들이 보기에 "차마 몰고 다니기에 부끄러운 차"라는 의미를 내포하는 일종의 멸칭이라고도 볼 수 있다.

## 역사
이타샤 하위문화는 1980년대에 등장인물이 그려진 인형들과 스티커들으로 시작되었으나, 인터넷을 통해 일본 애니메이션이 확산된 21세기에 들어서 주목받게 되었다.
이타샤가 공개적으로 전시된 최초의 기록은 2005년 8월의 제68회 코믹마켓에서였다. 2007년 여름 코믹마켓 기간 중에는, 인근의 아리아케에서 최초의 이타샤 공개 전시회인 오토사로네(あうとさろーね)가 개최되었다. 이후 이타샤 하위문화가 성장하여 이타샤를 통해 자신을 표현하고 과시하는 문화가 형성되었다.
굿 스마일 레이싱에서는 2010년부터 SUPER GT에 하츠네 미쿠를 도장한 경주용 자동차를 출전시켜 왔으며, 퍼시픽 레이싱 팀에서는 침략! 오징어 소녀, 공각기동대 ARISE, 러브 라이브!, 걸즈 & 판처와 SUPER GT 및 D1 그랑프리(D1グランプリ)에서 콜라보레이션을 해 왔다.
이타샤 차량의 실제 자동차 경주 참가는 일본의 자동차 산업에서 독특한 면을 형성해 왔다. 이타샤 도장을 한 경주용 자동차는 지역 동호회에서부터 국제 자동차 연맹 주도의 국제 대회에서까지 등장한다. 경주 참가자들 또한 아마추어에만 한정되지 않는다. 여러 프로 자동차 팀, 심지어 기업이 후원하는 팀 또한 경주용 자동차에 이타샤 도장을 하는 것을 꺼리지 않는다. 이타샤 도장이 후원 도장의 기능을 할 뿐 아니라, 팀의 팬층을 넓히거나 참가한 경기를 홍보하는 방법으로 여겨지고 있다.

## 파생물
2008년 6월, 아오시마문화교재사(青島文化教材社)에서 이타샤 모형을 출시했다. 이후 여러 모형 제작사에서 이타샤 모형을 제작해 왔다. 후지미모형(フジミ模型), 타미야(タミヤ) 등에서도 이타샤 도장의 모형을 판매하고 있다.
내비게이션 등의 차내 전자 기기들에도 등장인물의 목소리가 입혀졌다. 엔진오일 등의 차량용품도 이에 연계되었다. 2009년 6월 20일, T&E에서 이타유(痛油)라는 상표 하에 향이 첨가된 엔진오일을 출시했으며, 첫 제품으로 러키☆스타 엔진오일을 2009년 제48회 시즈오카 하비쇼에서 공개했다.

## 일본 국외에서의 이타샤
중화민국, 필리핀, 말레이시아, 미국, 브라질, 인도네시아, 영국 등에서도 이타샤가 공개되어 왔다. 중화민국에서는 2015년 가오슝 첩운에서 가오슝 첩윤 공사의 마스코트인 가오슝 첩운 소녀를 차내에 도장한 가오슝 첩운 귤선을 운행했다. 대한민국에서도 몇몇 차량들이 이타샤 도색을 하고 돌아다닌다.

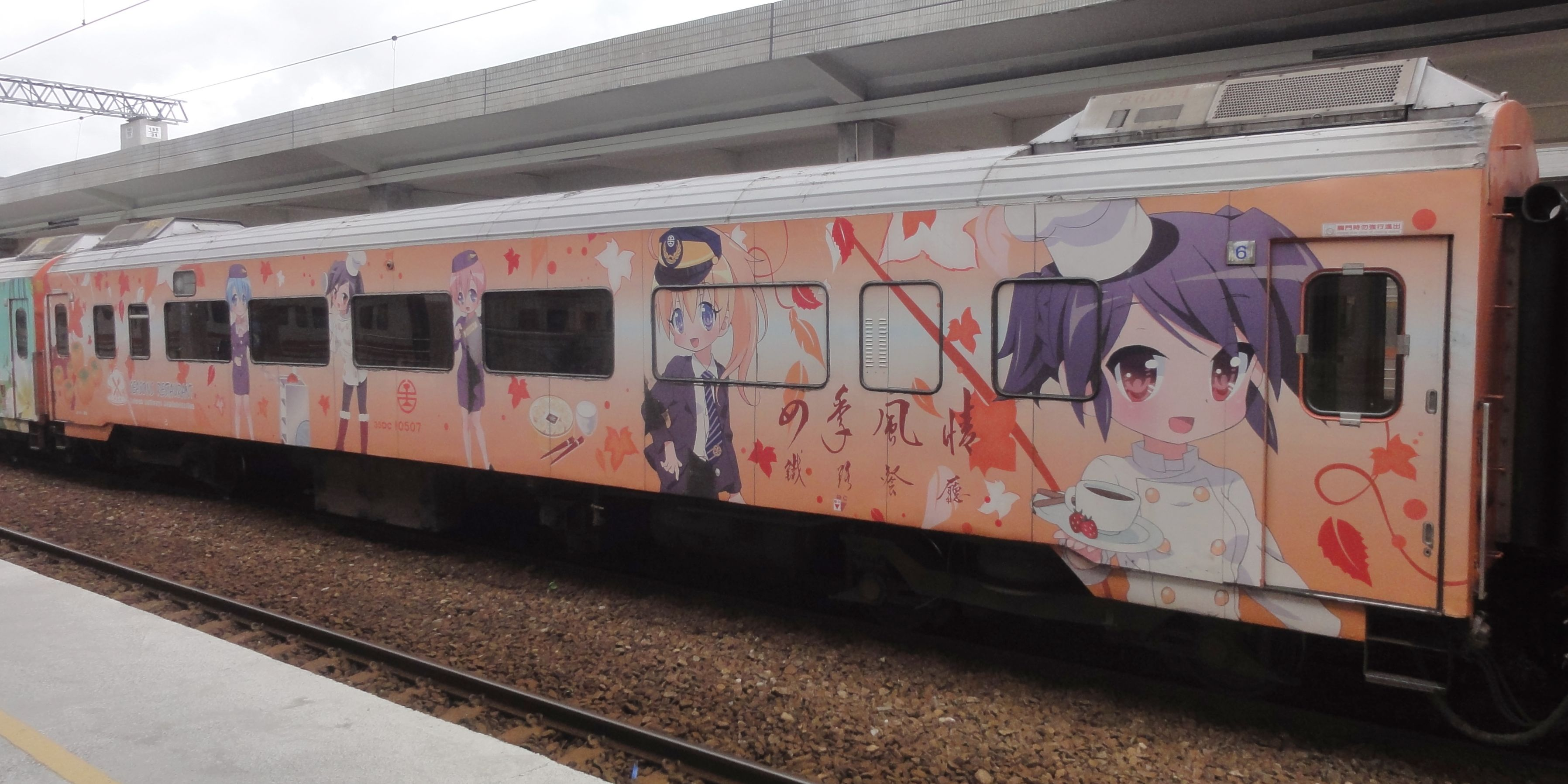
타이완 철로 관리국의 '타이완 철도 소녀' 가을 도장 차량(2013년)
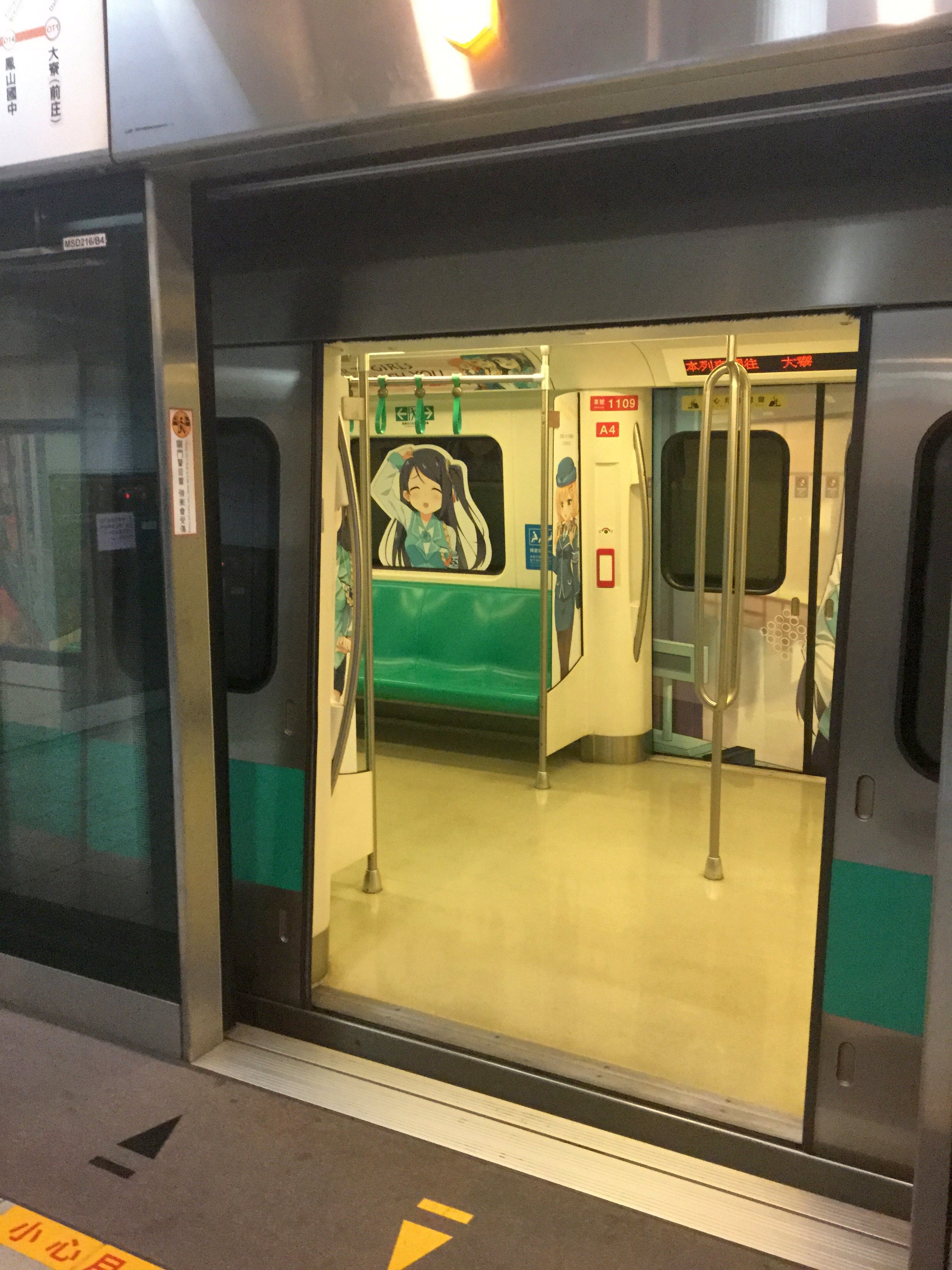
가오슝 첩운의 '가오슝 첩운 소녀' 도장 차량
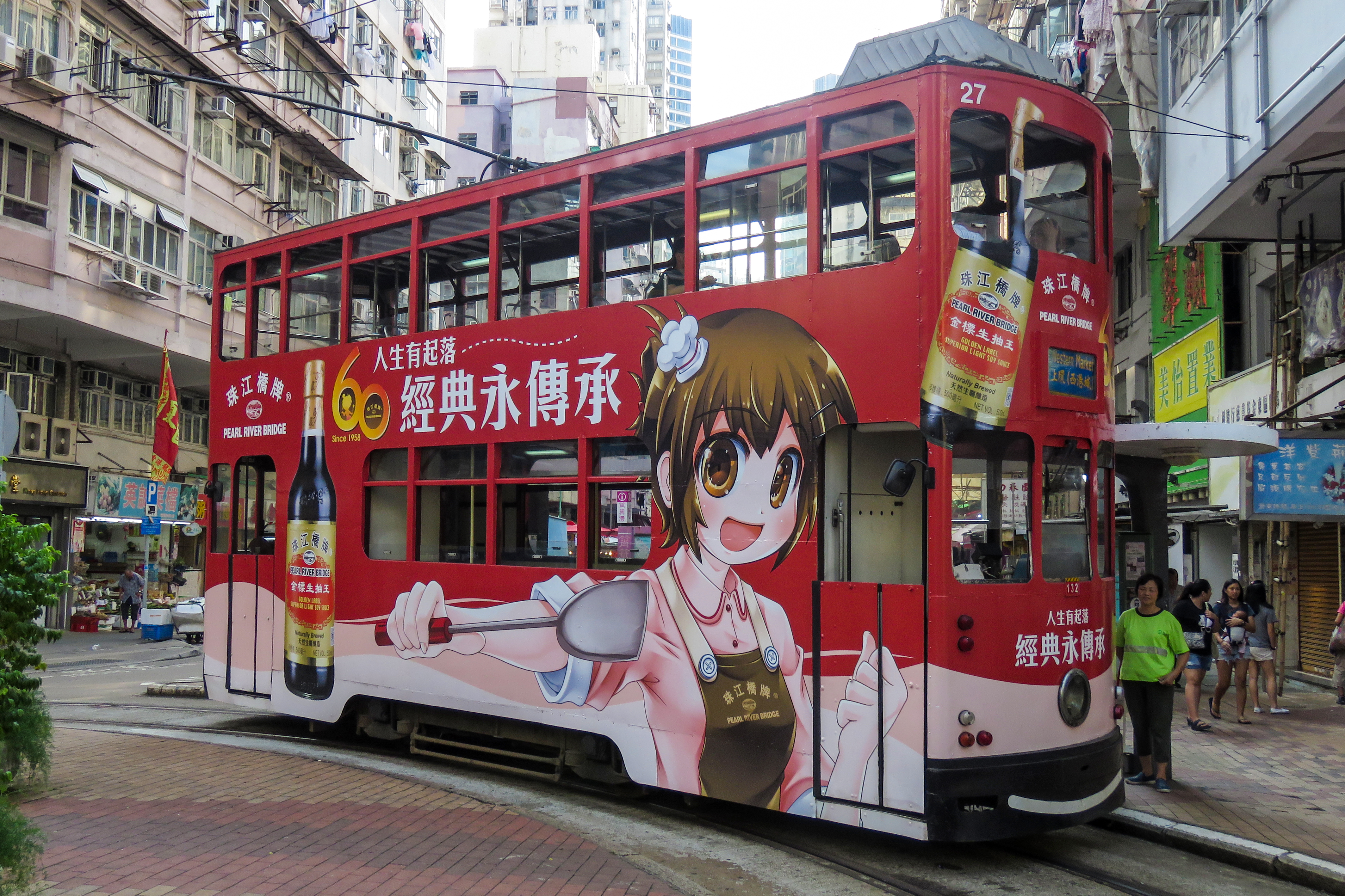
홍콩 트램의 지역 간장 제품 모에화 도장
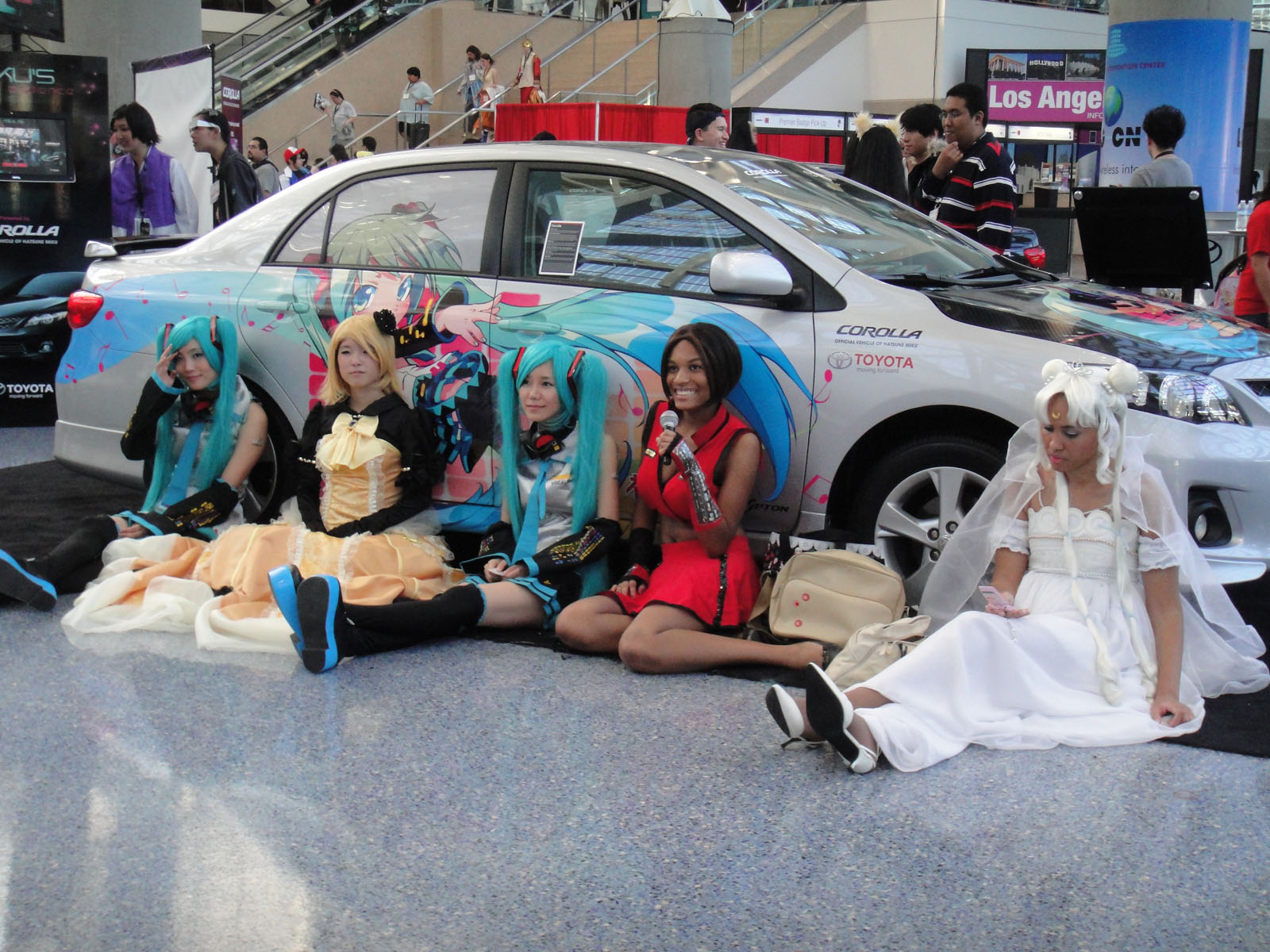
북미 도요타에서 제작되어 하츠네 미쿠가 도장된 이타샤 코롤라와 각각 하츠네 미쿠, 카가미네 린, MEIKO의 코스프레

## 같이 보기
- 데코토라
- 모에
- 코스프레